# Неполная гамма-функция
Неполная гамма-функция — одна из специальных функций, определяющаяся по аналогии с гамма-функцией, но с введением второй вещественной переменной с ограничением ей одного пределов интегрирования:
{\displaystyle \Gamma (z,x)=\int _{x}^{\infty }t^{z-1}\,e^{-t}\,dt} (верхняя неполная гамма-функция) и
{\displaystyle \gamma (z,x)=\int _{0}^{x}t^{z-1}\,e^{-t}\,dt} (нижняя неполная гамма-функция).
от комплексной переменной {\displaystyle z} и вещественной {\displaystyle x}.
Гамма-функция от одного комплексного аргумента определяется как интеграл от нуля до бесконечности, таким образом, имеется следующая связь с неполными гамма-функциями:
{\displaystyle \Gamma (z)=\Gamma (z,0)=\lim _{x\to \infty }\gamma (z,x)},
{\displaystyle \gamma (z,x)+\Gamma (z,x)=\Gamma (z)}.
По аналогии с гамма-функцией, имеют место рекуррентные соотношения:
{\displaystyle \Gamma (z+1,x)=z\Gamma (z,x)+x^{z}e^{-x}},
{\displaystyle \gamma (z+1,x)=z\gamma (z,x)-x^{z}e^{-x}}.